# Revolver (film 2005)
(Jake Green / Jason Statham)
Revolver è un film del 2005 diretto da Guy Ritchie.
Dopo l'insuccesso di Travolti dal destino (2002), Ritchie torna a scrivere e dirigere un film sulla scia dei suoi primi due lungometraggi, Lock & Stock - Pazzi scatenati (1999) e Snatch - Lo strappo (2000), che l'avevano imposto all'attenzione come uno dei registi emergenti più promettenti.
All'interno del film è fatto l'uso di cartoni animati in una maniera che ricorda vagamente Assassini nati - Natural Born Killers e Kill Bill: Volume 1.

## Trama
Il film segue le vicende di Jake Green, uno scaltro ma tormentato giocatore d'azzardo alle prese con un violento boss, Dorothy Macha.
Uscito dopo sette anni di isolamento in prigione, Jake Green è deciso a vendicarsi dell'uomo che ha ucciso la moglie del fratello: Dorothy Macha. Umiliato e battuto al tavolo da gioco dal giovane rivale, Dorothy manda i suoi scagnozzi a ucciderlo ma Jake, che intanto scopre di avere soltanto tre giorni prima di morire a causa di una rara malattia del sangue, viene salvato da Zach e Avi, detti gli squali del prestito, che promettono di proteggerlo dal boss Macha. In cambio egli deve sottostare a due condizioni: rinunciare a tutti i suoi soldi e obbedire ciecamente alle loro istruzioni, cosa che comporta anche il rispondere a tutte le loro domande. Inizia così ad andare in giro con i due usurai, i quali utilizzano i soldi di Green per concedere lauti prestiti, applicando alti tassi d'interesse. Zach e Avi interrogano Green sul suo passato: egli spiega che, al momento di entrare in prigione, aveva preferito scontare sette anni in completo isolamento, piuttosto che quattordici di detenzione ordinaria. Durante gli anni di isolamento, si era ritrovato tra la cella di un campione di scacchi e quella di un abile truffatore. Questi si scambiavano da tempo piani di evasione, utilizzando pagine dei libri di matematica, astrofisica e scacchi, poiché poco letti. Green intercettò la loro corrispondenza, entrando a far parte dei loro piani. Commise, però, l'errore di svelare ai due tutti i suoi segreti. Un giorno i due vicini di Green evasero misteriosamente e, una volta fuori, rubarono tutti i soldi di Green. Gli lasciarono solamente un biglietto con un messaggio: "Per diventare più furbo devi giocare con uno più furbo di te".
Nel frattempo, Macha viene coinvolto in affari con il signor Sam Gold, per il quale deve custodire della cocaina. Green e i suoi due aguzzini rubano la cocaina di Macha, che deve procurarsene dell'altra per prestare fede all'accordo con Gold. L'unico in grado di procurargliela è, però, l'asiatico Lord John, un suo concorrente nello spaccio. Tuttavia, la droga viene nuovamente rubata dal gruppo degli squali, poco prima dello scambio tra gli asiatici e Macha, determinando tensione tra quest'ultimo e Lord John. I due danno inizio ad una faida che, dopo alterni avvenimenti porta ad un fallito attentato a Macha, e alla morte di Lord John. Macha, utilizzando due compari di Jake e del fratello, rivelatisi cocainomani ed opportunisti, scopre che però dietro a tutto quello che gli sta succedendo c'è Green.
Inizia una fase in cui Green sente delle voci, e non riesce neanche ad uccidere Macha quando va a trovarlo di notte nella sua camera da letto. Ma anche Macha una volta sveglio e con di fronte Green, inerme, si blocca e non lo uccide. Successivamente il fratello di Green viene torturato dagli uomini di Macha per sapere dove Jake si sia nascosto, il fratello di Green si salva esclusivamente perché uno degli uomini di Macha tradisce il suo capo e uccide tutti gli altri scagnozzi intorno a lui, mentre allo stesso tempo a Macha fa visita un'emissaria di Mr. Gold. Si scoprirà infine che i due squali sono in realtà i due evasi di prigione che Green, data la detenzione dei tre in celle di isolamento, non aveva mai visto. Green infine, ormai senza soldi e senza più alcuna paura, si reca nel covo di Macha portandogli la droga disputata e lo affronta. Questi gli punta la pistola addosso ma resosi conto dell'inutilità del gesto e della certezza che Mr. Gold lo ucciderà, si suicida.

## Spiegazioni
Una delle tante possibili spiegazioni del significato morale del film, di non semplice comprensione, è quello che vede il percorso seguito da Green come un percorso interiore, dove Avi rappresenta lo spirito (o il bene), Gold l'essenza del male, la nipote di Jake l'anima innocente.
Si tratta di un viaggio introspettivo nella mente umana, su come funziona e quali sono le metodiche che la controllano. Il film mette più volte l'accento sul fatto che in realtà l'uomo è senza controllo, egli crede di fare delle scelte, ma è sempre l'ego a scegliere per lui. La scena nell'ascensore è il messaggio che attraverso i millenni più persone hanno tentato di comunicare. Solo nel momento in cui Green riesce a comprendere che suoi due angeli custodi fanno parte di se stesso, comprende che ha vissuto in balia di un nemico che per anni si è nascosto nell'ultimo posto in cui lo si sarebbe cercato, un nemico che viene battuto unicamente quando riesce a capire chi è e dove si trova, cosa che a Macha non succede, perciò viene battuto (da notare il fatto che non lo uccide Green, ma è Macha stesso a togliersi la vita).

## La cabala e riferimenti numerici
All'interno del film Guy Ritchie ha voluto ricordare la tradizione ebraica della cabala, rappresentata dalla triade:
- Avi, che sta per Abramo;
- Zach, che sta per Isacco;
- Jake, che sta per Giacobbe.

Il nome Giacobbe ritorna anche in uno dei libri di matematica letti in prigione, nel quale è trattato il metodo di Jacobi di analisi numerica.
Il numero 32 ricorre più volte nel film. Inoltre l'ascensore si blocca tra il piano 14 e 12 l (in un ipotetico piano 13), visto che negli Stati Uniti d'America spesso il numero 13 viene oscurato per motivi scaramantici. Resta da chiarire perché nell'ascensore manchino anche i numeri relativi ai piani tre e quattro.